# Barbara Nelli
Barbara Nelli parfois créditée Barbara Nelly est une actrice italienne active au cours des années 1960.

## Biographie
Barbara Nelli est une actrice active à l'écran entre 1964 et 1970, souvent sous le pseudonyme de Barbara Nelly.
Elle débute au cinéma dans le film L'ultima carica de Leopoldo Savona, dans le rôle de Fiamma.
Au cours de sa courte carrière, elle a également joué avec le couple Franco et Ciccio dans des films tels que Due mafiosi contro Goldginger en 1965 de Giorgio Simonelli et Franco e Ciccio... ladro e guardia en 1969 de Marcello Ciorciolini.
Son dernier film  est Shango, la pistola infallibile d'Edoardo Mulargia en 1970.
Elle a fait  à deux reprises la couverture du magazine britannique Parade, une fois le 10 novembre 1962 et de nouveau le 11 janvier 1964.

## Filmographie partielle
- 1964 : L'ultima carica de Leopoldo Savona : Fiamma
- 1964 : Napoleone a Firenze
- 1964 : Extraconjugal (Extraconiugale) : Silvana (épisode "La moglie svedese")
- 1964 : Quatre Balles pour Joë (Cuatro balazos) (comme Barbara Nelly) : Margaret
- 1965 : Deux Mafiosi contre Goldginger (Due mafiosi contro Goldginger) de Giorgio Simonelli : Madame Dupont
- 1965 : 077 intrigue à Lisbonne (Misión Lisboa) : Pamela
- 1965 : Vierges pour le bourreau (Il boia scarlatto) de Massimo Pupillo : Suzy
- 1965 : Je la connaissais bien (Io la conoscevo bene)
- 1965 : La Vengeance de Lady Morgan (La vendetta di Lady Morgan) de Massimo Pupillo : Lady Susan Morgan
- 1968 : Non cantare, spara (it) (téléfilm)
- 1968 : Deux garces pour un tueur (Nuestro agente en Casablanca)
- 1968 : Donne... botte e bersaglieri : Silvana
- 1969 : Franco e Ciccio… ladro e guardia (it)
- 1969 : Liz et Helen ou Chaleur et jouissance (A doppia faccia) : Alice
- 1969 : Le Dernier des salauds (Il Pistolero dell'Ave Maria) : Conchita
- 1970 : Shango, la pistola infallibile d'Edoardo Mulargia : Consuela